# Fred Berger (Politiker)
Fred Berger (* 1932 in Wien, Österreich; † 2009 in Yukon, Kanada) war ein kanadischer Politiker. Von 1978 bis 1981 war er der erste Vorsitzende der Yukon New Democratic Party. Von 1974 bis 1978 war er Abgeordneter des Yukon Territorialrat für den Wahlkreis Klondike.

## Leben
Berger wurde 1932 in Wien, Österreich, geboren. Sein Vater war Mitglied der Sozialdemokratischen Partei Österreichs, der auch nach dem Anschluss Österreichs aktives Parteimitglied blieb. Berger zog 1955 nach Yukon. Er wurde Geschäftsmann in Dawson. Er besaß ein Theater und eine Apotheke.
Bei den Territorialwahl 1974 wurde Berger als unabhängiger Kandidat für den Wahlkreis Klondike in den Yukon Territorialrat gewählt. Er gewann mit nur drei Stimmen Vorsprung vor dem zweitplatzierten Kandidaten.
Als 1978 die Yukon New Democratic Party gegründet wurde, wurde Berger ihr erster Vorsitzender. Später im selben Jahr führte er die Partei in die Territorialwahl. Bei der Wahl belegte die Partei mit 20,27 % der Stimmen den dritten Platz. Berger unterlag in seinem Wahlkreis Klondike. Einziges gewähltes Mitglied der Partei war Tony Penikett im Wahlkreis Whitehorse Westen. 1981 folgte Penikett Berger als Parteivorsitzender nach.
1979 wurde sein Theater durch eine Überschwemmung zerstört. 1997 wurde seine Apotheke durch einen Brand zerstört. Er blieb bis zu seinem Tod im Jahr 2009 aktives Parteimitglied.